# Finolledo
Finolledo es una localidad del municipio de Cubillos del Sil, en la comarca de El Bierzo, en la provincia de León, Comunidad Autónoma de Castilla y León (España). Hasta 1988 perteneció al extinto municipio de Fresnedo.

## Situación
Se encuentra a una altitud de 710 metros sobre el nivel del mar.
Al O de  Pradilla, al SO de Valdelaloba, al SE de  Fresnedo y al N de Cubillinos, Cabañas de la Dornilla y Cubillos del Sil.

## Evolución demográfica
| 2000 | 2001 | 2002 | 2003 | 2004 | 2005 | 2006 | 2007 | 2008 | 2009 | 2010 | 2011 | 2014 |
| 66   | 68   | 68   | 67   | 66   | 67   | 65   | 71   | 69   | 69   | 68   | 71   | 68   |

## Incendio de Finolledo
El 8 de agosto de 2006, un fuego descontrolado llegó al pueblo de Finolledo desde Valdelaloba. El incendio destruyó 480 hectáreas de terreno (a falta de 20 ha para ser declarado como gran incendio), declarando el nivel 2 de alerta.